# (1753) Mieke
(1753) Mieke es el asteroide número 1753situado en el cinturón principal. Fue descubierto por el astrónomo Hendrik van Gent desde la estación meridional de Leiden en Johannesburgo, República Sudaficana, el 10 de mayo de 1934. Su designación alternativa es 1934 JM. Está nombrado en honor de Mieke Oort-Graadt van Roggen (1906-1993), esposa del astrónomo neerlandés Jan Oort.